# Sérgio Graciano (cineasta)
Sérgio Graciano (Lisboa, 1975) é um realizador e cineasta português. Graciano tem já uma longa carreira em cinema e televisão. Na sua primeira longa-metragem, “Assim Assim” (2010), o realizador assegurou um elenco de luxo que incluiu nomes como Rita Blanco, Miguel Guilherme, Margarida Carpinteiro, Albano Jerónimo e Nuno Lopes. Esteve dois anos em Angola onde foi o responsável pela ficção da Semba Comunicação, e onde realizou “Njinga - A Rainha de Angola” (2013), o filme angolano mais visto de sempre. Filme que arrecadou dois prémios na Academia de Cinema Africana. Seguiu-se “Uma Vida à Espera” (2016), filme com o qual venceu o Prémio do Público na 8ª Edição do FESTin – Festival de Cinema Itinerante de Língua Portuguesa. Em 2017 dirigiu “Perdidos”, um remake de “Armadilha em Alto Mar” o terceiro filme português mais visto do ano. Em 2018 realizou com Manuel Pureza o “Linhas de Sangue”, reunindo 54 caras conhecidas da televisão e cinema português. Nos últimos quatro anos, estreou três filmes “A impossibilidade de estar só”,  “O som que desce na terra”, filme que foi um dos finalistas para a selecção do representante português para os Oscars. E o filme “Salgueiro Maia - O implicado”, que à imagem do  “O som que desce na terra”, foi também um dos finalistas para o representante português para os Oscars
No seu galardoado percurso em realização para televisão, destacam-se o Emmy Internacional na categoria de Melhor Telenovela com “Laços de Sangue” em 2011, e dois Prémios Autores, da Sociedade Portuguesa de Autores (SPA), na categoria de Melhor Programa de Ficção em Televisão com o “Conta-me como foi” em 2011 e ‘O Último a Sair’ em 2012. Também ‘Maternidade’ no ano seguinte e “País Irmão” em 2018 foram distinguidos pela SPA com a nomeação para este prémio. Já na competição norte-americana da International Academy of Television Arts and Sciences, da qual Sérgio Graciano fez parte do júri na edição de 2015, 2020 e 2021. Realizou uma série chamada “Filha da Lei”, série  esta produzida para a RTP que está apenas disponível no Amazon Prime Americano. Nos últimos dois anos realizou,  cinco séries, são elas: “A Generala”, “Chegar a casa”, “A Rainha e a Bastarda”, “Auga Seca” e mais recentemente “Da Mood”. Rodou a primeira coprodução GloboPlay e RTP, que se chama "Codex 632". Em Fevereiro de 2023 rodou o seu filme "Os papéis do inglês" de Ruy Duarte Carvalho, adaptado pelo José Agualusa para a Leopardo Filmes de Paulo Branco. Rodou no segundo semestre de 2023, "Soares é Fixe" e "Camarada Cunhal". Tendo já estreado, em Fevereiro de 2024, "Soares é Fixe", e tendo ainda por estrear este ano, os restantes dois filmes